# Bandera de Serbia

Bandera de uso civil. Ratio: 2:3

La bandera de Serbia es tricolor con los colores del paneslavismo. Consiste en tres áreas horizontales iguales, rojo en la parte superior, azul en el centro y blanco en la parte inferior, los mismos colores de la bandera de Rusia.
La bandera nacional de Serbia es, en realidad, la enseña rusa invertida. Antes del Primer Levantamiento Serbio contra los turcos, una delegación de Serbia fue a Rusia en busca de ayuda. Esta fue concedida, y la delegación quiso mostrar su reconocimiento pidiéndoles utilizar la bandera rusa como la enseña militar del país balcánico en las batallas. A partir de aquí la Historia toma sentidos diferentes según las versiones: la primera dice que la aprobación fue concedida, pero que la delegación olvidó cómo estaban ordenados los colores; la segunda dice que la aprobación no fue concedida y los serbios usaron la bandera rusa invertida para molestar a los rusos.
En el uso no oficial, la bandera tiene con frecuencia el escudo serbio o solamente su símbolo principal, la cruz serbia.

## Banderas históricas

Bandera del Principado de Serbia en 1835
Bandera del Principado de Serbia (1835-1882)
Bandera del Reino de Serbia (1882-1918)
Bandera del Reino de los Serbios, Croatas y Eslovenos (1918-1929 y del Reino de Yugoslavia (1929-1941)
Bandera de la Serbia de Nedić  (1941-1944)
Bandera civil de la bandera de la Serbia de Nedić (1941-1944)
Bandera de la República Socialista de Serbia en la República Federal Socialista de Yugoslavia (1945-1992)
Bandera de la República Federal de Yugoslavia (1992-2004) Bandera de Serbia y Montenegro (2004-2006)
Bandera de la República de Serbia (1992-2006)
Bandera de Serbia (2004-2010)

## Otras banderas

Bandera de la región autónoma de Voivodina.
Bandera tradicional de la región autónoma de Voivodina.
Bandera del Ejército Serbio (reverso).
Estandarte presidencial

## Banderas similares

Bandera de Eslovaquia
Bandera de Eslovenia
Bandera de Rusia